# Antoine Compagnon
Antoine Compagnon (20 de juliol de 1950, Brussel·les, Bèlgica) és un universitari francès, historiador de la literatura francesa i especialista de Marcel Proust. Realitza diverses activitats com a professor universitari, novel·lista i crític literari. És també professor al Collège de France.

## Biografia
Antoine Compagnon és fill del general Jean Compagnon i de Jacqueline Terlinden. Acabà els seus estudis de secundària al Pritaneu Nacional Militar de La Flèche, i entrà a l'École polytechnique el 1970 per convertir-se en enginyer de ponts i camins. S'orientà després envers la carrera literària en rebre una beca de la Fundació Thiers i agregat d'investigació al CNRS en lingüística i literatura francesa (1975-1978).
Doctor de tercer cicle de literatura francesa el 1977, Compagnon ensenya a l'École polytechnique al departament d'Humanitats i Ciències Socials (1978-1985), a l'Institut Francès del Regne Unit (1980-1981) i esdevé mestre de conferències per a la Universitat de Rouen el 1981. Després de doctorar-se en lletres el 1985, Compagnon se'n va a Nova York com a professor de la Universitat de Colúmbia. A França és professor a la Universitat de Maine (1989-1990) i després a la Universitat de París IV París-Sorbonne (1994-2006).
Des del 2006 ocupa la càtedra de Literatura francesa moderna i contemporània: història, crítica, teoria al Collège de France. Forma part, entre el 2006 i el 2011, de l'Alt Consell de l'Ensenyament i entre el 2006 i el 2013 de l'Alt Consell de Ciència i Tecnologia.
Durant l'estiu del 2012 transmeté una crònica quotidiana a France Inter amb el títol Un estiu amb Montaigne acompanyat per les lectures de l'actor Daniel Mesguich. Aquesta crònica fou publicada posteriorment en un llibre. Compagnon tornà després a France Inter durant les transmissions de l'estiu del 2014 per narrar una crònica titulada Un estiu amb Baudelaire.

## Obres

### Ficció
- Le Deuil antérieur, novel·la, Seuil, col·lecció Fiction et Cie, 1979.
- Ferragosto, narració, Flammarion, 1985.
- La Classe de rhéto, Gallimard, 2012; Folio, 2014.

### Assajos
- La Seconde main ou le travail de la citation, Seuil, 1979.
- Nous, Michel de Montaigne, Seuil, 1980.
- La Troisième République des Lettres, Seuil, 1983.
- Proust entre deux siècles, Seuil, 1989, rééd. 2013.
- Les Cinq Paradoxes de la modernité, Seuil, 1990.
- Chat en Poche: Montaigne et l'allégorie, Seuil, 1993.)
- Connaissez-vous Brunetière ? Enquête sur un antidreyfusard et ses amis, Seuil, 1997.
- Le Démon de la théorie, Seuil, 1998.)
- Baudelaire devant l'innombrable, PUPS, 2003.
- Les Antimodernes, de Joseph de Maistre à Roland Barthes, Gallimard, 2005.) Premi Pierre-Georges Castex de l'Académie des Sciences Morales et Politiques, i premi de la crítica de l'Acadèmia francesa.
- La Littérature, pour quoi faire?, Collège de France / Fayard, 2007.)
- Le Cas Bernard Faÿ. Du Collège de France à l'indignité nationale, Gallimard, 2009.
- Un été avec Montaigne, Francia Inter / Éditions des Équateurs, 2013.
- Une question de discipline, entrevistes amb Jean-Baptiste Amadieu, Flammarion, 2013.
- Baudelaire l'irréductible, Flammarion, 2014.
- Un été avec Baudelaire, France Inter / Éditions des Équateurs, 2015.
- Le Collège de France. Cinq siècles de libre recherche, amb Pierre Corvol i John Scheid, Gallimard, 2015.

### Obres col·lectives
- De l'autorité. Colloque annuel du Collège de France, Odile Jacob, 2008.
- Proust : la mémoire et la littérature, Odile Jacob, 2009.
- Morales de Proust, en col·laboració amb Mariolina Bertini, Cahiers de Littérature française, n. 9-10, 2010.
- 1966, annus mirabilis, Fabula LhT, n. 11, 2013 y Acta fabula, vol. 14, n. 9, 2013.
- Swann le centenaire, en col·laboració amb Kazuyoshi Yoshikawa i Matthieu Vernet, Hermann, 2013.

És membre dels comitès de redacció de Critique, The Romanic Review, Bulletin de la Société des amis de Montaigne, The French Review, Études françaises, Genesis, Technè, L'Année Baudelaire, Revue d'histoire littéraire de la France i Les Cahiers du judaïsme.